# Monte Walsh
Monte Walsh és una pel·lícula estatunidenca dirigida per William A. Fraker, estrenada el 1970. Ha estat doblada al català.

## Argument
Un cowboy decideix pel seu compte venjar la mort d'un dels seus companys i emprèn la recerca dels seus assassins.

## Repartiment
- Lee Marvin: Monte Walsh
- Jeanne Moreau: Martine Bernard
- Jack Palance: Chet Rollins
- Mitch Ryan: Shorty Austin
- Jim Davis: Cal Brennan
- G. D. Spradlin: Hal Henderson
- John Hudkins: Sonny Jacobs
- Raymond Guth: Sunfish Perkins
- John McKee: Petey Williams
- Michael Conrad: Dally Johnson
- Tom Heaton: Sugar Wyman
- Bo Hopkins: Jumpin' Joe Joslin
- John McLiam: Fightin' Joe Hooker
- Matt Clark: Rufus Brady
- Eric Christmas: Coronel Wilson
- Richard Farnsworth: Cowboy